# 부채 속박
부채 속박(debt bondage), 부채 노예제, 담보 노동은 부채 또는 기타 의무에 대한 상환을 위한 담보로 개인의 서비스를 서약하는 것이다. 상환 조건이 명확하지 않거나 합리적으로 명시되지 않거나 부채가 지나치게 큰 경우 부채를 보유한 사람은 근로자에 대해 어느 정도 통제권을 가지게 되며 근로자의 자유는 정의되지 않거나 과도한 부채 상환에 달려 있다. 부채를 상환하는 데 필요한 서비스가 정의되지 않을 수 있고 서비스 기간이 정의되지 않아 부채를 지고 있는 사람이 무기한으로 서비스를 요구할 수 있다. 부채 속박은 세대에서 세대로 이어질 수 있다.
현재의 부채 속박은 가장 일반적인 노예화 방법으로, 2005년 국제 노동 기구(International Labor Organization)에 따르면 약 810만 명이 불법적으로 노동에 묶여 있다고 한다. 유엔은 부채 속박을 "현대 노예 제도"의 한 형태로 묘사했다. 그리고 노예제도 폐지에 관한 보충협약은 노예제도의 폐지를 추구하고 있다.
이러한 관행은 주로 남아시아와 서아프리카, 남아프리카 일부 지역에서 여전히 널리 퍼져 있지만, 이 지역의 대부분의 국가는 노예제 폐지에 관한 보충 협약의 당사국이다. 전 세계 보세 노동자의 84~88%가 남아시아에 있는 것으로 추산된다. 이 범죄에 대한 기소 부족이나 불충분한 처벌은 오늘날 이 정도 규모로 존재하는 관행의 주요 원인이다.

## 같이 보기
- 쿨리 (노동자)
- 채무자의 감옥
- 농노제
- 고리대금
- 부채 함정 외교

### International legal instruments
- ILO Forced Labour Convention, 1930 (No. 29)
- ILO Abolition of Forced Labour Convention, 1957 (No. 105)
- ILO Minimum Age Convention, 1973 (No. 138)
- ILO Worst Forms of Child Labour Convention, 1999 (No. 182)